# Prundu Bârgăului
Prundu Bârgăului é uma comuna romena localizada no distrito de Bistrița-Năsăud, na região histórica da Transilvânia. A comuna possui uma área de 116.11 km² e sua população era de 6565 habitantes segundo o censo de 2007.